# Lékoumou
Lékoumou är ett departement i Kongo-Brazzaville. Det ligger i den sydvästra delen av landet, 230 km nordväst om huvudstaden Brazzaville. Antalet invånare är 135 463.
Lékoumou delas in i distrikten:
- Bambama
- Komono
- Mayéyé
- Sibiti
- Zanaga

samt staden Sibiti.